# Louis de Ponthieu
Louis de Ponthieu est un boxeur et manager français né Théophile Régnier le 6 août 1892 et mort le 18 mars 1953 à Paris.

## Biographie
Fils d'un professeur de jiu-jitsu, Louis de Ponthieu commence l'étude de la lutte japonaise à l'âge de 12 ans. Lorsque son père est engagé dans la salle du professeur Desbonnet, rue de Ponthieu, où la boxe est également pratiquée, il prend ses premières leçons de boxe anglaise. Il adopte le nom de Ponthieu pour se distinguer de son père et de sa connexion avec le jiu-jitsu. Malgré une forte myopie, il est un boxeur précoce et livre une vingtaine de combats entre 1908 et 1910, puis tente sa chance à Londres,. Remarqué par l'Américain Frank Erne, de Ponthieu est emmené aux États-Unis où il progresse rapidement. Il est le premier boxeur français à boxer au Madison Square Garden.
De retour à Paris, Louis de Ponthieu devient champion de France puis champion d'Europe European Boxing Union des poids plumes après une victoire contre Tancy Lee le 24 décembre 1919. Un mois plus tard, Louis de Ponthieu est amputé du bras gauche sous l'articulation du coude à la suite d'une fêlure du radius qui s'est infectée,. Il est contraint de se retirer des rings.
De Ponthieu s'installe à Rabat au Maroc où il occupe un café. Il devient manager et entraîneur (il donne la leçon avec son seul bras droit). En 1921, il découvre André Routis alors que ce dernier effectue son service militaire et rentre en France avec lui. Il s'occupe notamment des carrières d'Émile Pladner et Gustave Humery,. Il dirige une salle d'entraînement avec André Routis, rue de Vaugirard à Paris jusqu'à sa mort d'une crise cardiaque le 18 mars 1953.